# فيل لو غريكو
فيل لو غريكو (بالإنجليزية: Phil Lo Greco)‏ مواليد 6 يوليو 1984 في تورونتو، هو ملاكم محترف كندي يصنف ضمن فئة وزن الوسط.

## إحصائيات
خاض خلال مسيرته 30 نزالا، فاز في 27 ولم يتعادل وخسر في 3. فاز بالضربة القاضية في 15 نزالا.

## وصلات خارجية
- فيل لو غريكو على موقع بوكس ريك (الإنجليزية) (registration required)
- الموقع الرسمي